# Еверт Долман
Еверт Долман (нід. Evert Dolman, 22 лютого 1946 — 12 травня 1993) — нідерландський велогонщик.
Олімпійський чемпіон 1964 року в роздільній командній гонці.
Чемпіон світу з велоперегонів на шосе 1966 року в аматорській груповій шосейній гонці.